# Chaetocnema yaosanica
Chaetocnema yaosanica (лат.) — вид жуков-листоедов рода Chaetocnema трибы земляные блошки из подсемейства козявок (Galerucinae, Chrysomelidae).

## Распространение
Встречаются в Юго-восточной Азии (Китай, Малайзия).

## Описание
Длина 1,50—1,75 мм, ширина 0,75—0,95 мм. От близких видов (Chaetocnema warchalowskii, Chaetocnema resplendens) отличается комбинацией следующих признаков: пунктировкой лба около клипеуса, окраской тела и лапок, формой эдеагуса и переднеспинки (соотношение ширины к длине 1,60—1,70). Переднеспинка и надкрылья чёрные, почти без блеска. Фронтолатеральная борозда присутствует. Антенномеры усиков жёлтые (А1-6) и желтовато-коричневые (А7-11), ноги жёлтые, кроме коричневых задних бёдер. Голова гипогнатная (ротовые органы направлены вниз). Надкрылья покрыты несколькими рядами (6—8) многочисленных мелких точек — пунктур. Бока надкрылий выпуклые. Второй и третий вентриты слиты. Средние и задние голени с выемкой на наружной стороне перед вершиной. Переднеспинка без базальной бороздки. Вид был впервые описан в 1939 году китайским энтомологом Shee-ming Chen по материалам из Китая, а его валидный статус был подтверждён в ходе ревизии, проведённой в 2019 году в ходе ревизии ориентальной фауны рода Chaetocnema, которую провели энтомологи Александр Константинов (Systematic Entomology Laboratory, USDA, c/o Smithsonian Institution, National Museum of Natural History, Вашингтон, США) и его коллеги из Китая (Ruan Y., Yang X., Zhang M.) и Индии (Prathapan K. D.).